# 선레일
선레일(영어: SunRail)은 미국 동부 플로리다주의 대중 교통 체계이다. 일반적으로 광역 올랜도 지역 승객들을 수송한다. 선레일의 통근 열차로 연간 3,200명의 승객을 실어나르고, 통근 열차는 이층 객차와 디젤 기관차로 운행한다.
올랜도의 첫 통근 열차 체계인 선레일은 2014년에 개통되어 현재는 올랜도의 승객 수송을 담당하는 공기업인 플로리다 디파트먼트 오브 트랜스포테이션 산하의 교통국이 되어 플로리다 주의 공기업으로 운행하고 있다.

## 보유 차량
- 2016년 1월 기준으로 선레일은 다음과 같은 차량을 운행하고 있다.

| 제조                    | 모델                 | 대수 | 번호        | 사진 |
| ----------------------- | -------------------- | ---- | ----------- | ---- |
| 웹텍                    | MP32PH-Q             | 10   | 100 ~ 109   |      |
| 봄바디어 트랜스포테이숀 | 봄바디어 비레벨 캡카 | 13   | 2000 ~ 2012 |      |
| 봄바디어 트랜스포테이숀 | 봄바디어 비레벨 코치 | 7    | 3000 ~ 3006 |      |

## 같이 보기
- 트라이레일